# Liam Henderson
 (novembre 2019).
Liam Henderson est un footballeur écossais, né le 25 avril 1996 à Livingston qui évolue au poste de milieu de terrain à l'UC Sampdoria.

## Palmarès
Celtic
- Championnat d'Écosse
  - Vainqueur : 2014, 2015, 2016, 2017 et 2018.
- Coupe de la Ligue écossaise
  - Vainqueur : 2015

 Hibernian FC
- Coupe d'Écosse
  - Vainqueur en 2016